# Missael Espinoza
Missael Espinoza (né le 12 avril 1965 à Tepic au Mexique) est un joueur de football international mexicain, qui évoluait au poste de milieu de terrain.

## Biographie

### Carrière en sélection
Avec l'équipe du Mexique, il joue 40 matchs (pour 4 buts inscrits) entre 1990 et 1995. 
Il figure dans le groupe des sélectionnés lors de la coupe du monde de 1994. Lors de la phase finale de la compétition, il ne joue pas de matchs. Il dispute toutefois six matchs comptant pour les tours préliminaires de ce mondial.
Il participe également à la Gold Cup de 1991, ainsi qu'à la Copa América de 1995. Son équipe se classe troisième de la Cold Cup 1991.

## Palmarès
| Monterrey - Championnat du Mexique (1) : - Champion : 1986. - Coupe du Mexique (1) : - Vainqueur : 1991-92. |  | Chivas - Championnat du Mexique (1) : - Champion : 1997 (été). |  | Club Necaxa - Championnat du Mexique (1) : - Champion : 1998 (hiver). |